# Karl Kehrle

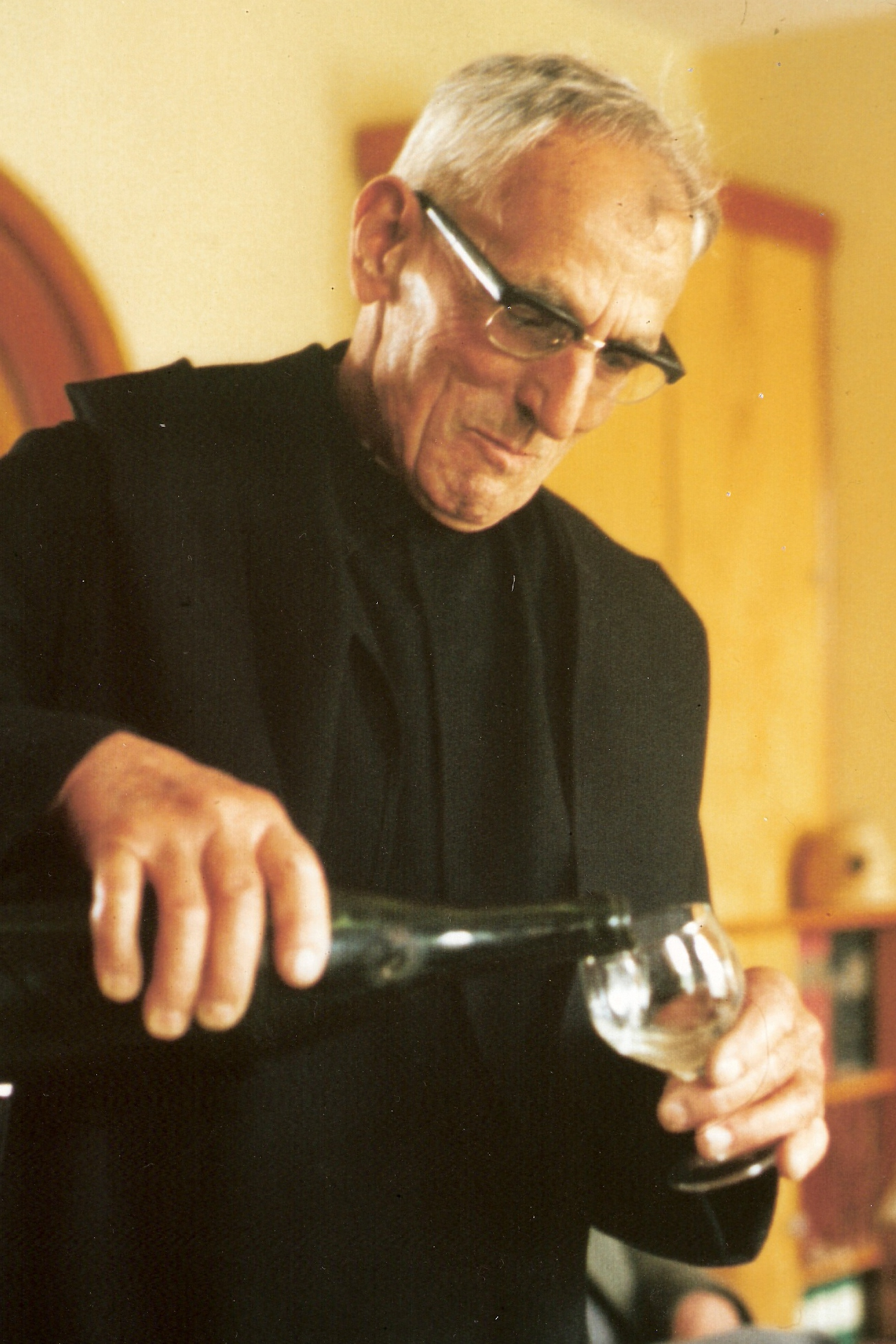
Karl Kehrle in 1991

Karl Kehrle (ook bekend als Broeder Adam) (Mittelbiberach, Duitsland, 3 augustus 1898 – Devon, Engeland, 1 september 1996) was een benedictijner monnik, bijenhouder en ontwikkelaar van de Buckfastbij.

## Biografie
Vanwege gezondheidsproblemen werd Karl Kehrle door zijn moeder op elfjarige leeftijd naar Buckfast Abbey in Dartmoor gestuurd, waar hij als Broeder Adam toetrad tot de orde. In 1915 werd hij als hulp op de imkerij van het klooster ingezet.
Twee jaar daarvoor was een parasiet, Acarapis woodii, zijn opmars begonnen vanaf het eiland Wight. Deze parasiet breidde zich over geheel Groot-Brittannië uit, waarbij alle inheemse bijen dood gingen. De parasiet bereikte in 1916 het klooster, waardoor er 30 van de 46 bijenvolken werden vernietigd. Alleen de volken met Apis mellifera carnica en Apis mellifera ligustica koninginnen overleefden. Geïnspireerd door zijn waarnemingen van de weerstand tegen de acarose van buitenlandse bijenrassen, kreeg Broeder Adam zijn eerste idee, waarmee hij de Buckfastbij zou kweken. De stam aan de basis van de Buckfastbij ontstond in 1917, de eerste kruising: bruine ligustica x dar van de oude inheemse bij (leerbruine koninginnen). Aan het eind van het seizoen bedroeg het aantal volken 100.
Broeder Adam kreeg op 1 september 1919 wegens de pensionering van Broeder Columban de leiding over de imkerij van Buckfast Abbey. Geïnspireerd door het boek Bienenzüchtungskunde (1919) van de jonge professor Ludwig Armbruster (1886–1973) volgden in 1920 zijn eerste F1-kruisingen met de Apis mellifera cypria. Na bestudering van de bijen en de nadelen van de toenmalige bijenkasten, ging Broeder Adam over op grotere twaalfraams Dadant-bijenkasten in een andere opstelling.
Hij startte in 1925 een teeltstation in Dartmoor, dat later beroemd werd. Dit geïsoleerd gelegen station was zeer geschikt om geselecteerde kruisingen mee te fokken. Vanaf 1930 tot 1987 heeft broeder Adam gewerkt aan verbetering van zijn Buckfastbij door het analyseren en inkruisen van bijenrassen uit het Zuiden van Europa, het Nabije Oosten en Afrika.
Hij werd in 1964 gekozen tot lid van het bestuur van de Bee Research Association, de latere International Bee Research Association. Hij vervolgde zijn studie van de Buckfastbij en zijn reizen tijdens de jaren zeventig en ontving verscheidene prijzen en onderscheidingen, zoals in 1973 de Orde van het Britse Rijk en in 1974 de Orde van Verdienste van de Bondsrepubliek Duitsland.
Terwijl Broeder Adam in Kenia en Tanzania, op de hellingen van de Kilimanjaro, op zoek was naar een voor hem geschikte bij, werd hij op 2 oktober 1987 door de Landbouwfaculteit van de Zweedse Universiteit voor Landbouwwetenschappen tot eredoctor benoemd. Dit ontroerde hem en hij zag het als een erkenning van het wetenschappelijke karakter van zijn onderzoek. Twee jaar later werd hij ook eredoctor aan de Universiteit van Exeter in Engeland, dicht bij het nationale park Dartmoor.
Hij werd op 2 februari 1992, op de leeftijd van 93 jaar, door de nieuwe abt gedwongen af te treden als leider van de imkerij van het klooster. Hij kreeg toestemming om enkele maanden in zijn geboortestad Mittelbiberach bij zijn nicht Maria Kehrle door te brengen. Vanaf 1993 leidde hij een teruggetrokken leven op Buckfast Abbey en werd de oudste monnik van de Engelse Benedictijner Orde. Hij verhuisde in 1995 op 97-jarige leeftijd naar een nabij verpleeghuis. Hij overleed op 1 september 1996 in de leeftijd van 98 jaar.